# Schola Cantorum Basiliensis
La Schola Cantorum Basiliensis fu fondata nel 1933 a Basilea da Paul Sacher (1906-1999) come istituto di ricerca per la riscoperta ed esecuzione della musica antica.

## Storia
Sin dalla sua costituzione i suoi componenti August Wenzinger (1905-1996), violoncellista e violista da gamba, e Ina Lohr (1903-1983), violinista e pedagoga musicale, esercitarono una notevole influenza sulla scuola. Nel 1954 la Schola Cantorum Basiliensis diviene parte dell'Accademia di Musica di Basilea e nel 1999 si converte nella Hochschule für Alte Musik (Scuola superiore di musica antica).
Dal 2005 al 2012 la scuola è stata diretta da Regula Rapp e dal 2013 al 2015 da il musicista e musicologo Pedro Memelsdorff.
Essa conta circa 200 allievi provenienti da diversi paesi e suddivisi in tre indirizzi che coprono un periodo che va dall'XI al XIX secolo:
- Musica medioevale e rinascimentale
- Musica rinascimentale e barocca
- Musica barocca e musica classica

L'insegnamento teorico si basa sullo studio di materie come paleografia musicale, composizione storica, storia della teoria musicale, danza storica, storia della musica, basso continuo, canto gregoriano, ecc.